# Gran Premio de Alemania de Motociclismo de 2024
El Gran Premio de Alemania de Motociclismo de 2024 (oficialmente: Liqui Moly Motorrad Grand Prix Deutschland) fue novena prueba del Campeonato del Mundo de Motociclismo de 2024. Tuvo lugar el fin de semana del 5 al 7 de julio de 2024 en el circuito de Sachsenring ubicado en la localidad de Hohenstein-Ernstthal, Sajonia (Alemania).
La carrera al sprint de MotoGP fue ganada por Jorge Martín, seguido de Miguel Oliveira y Francesco Bagnaia.
La carrera de MotoGP fue ganada por Francesco Bagnaia, seguido de Marc Márquez y Álex Márquez. Fermín Aldeguer fue el ganador de la prueba de Moto2, por delante de Jake Dixon y Ai Ogura. La carrera de Moto3 fue ganada por David Alonso, Taiyo Furusato fue segundo y Iván Ortolá tercero.
Esta prueba fue la sexta ronda doble de la Temporada 2024 del Campeonato del Mundo de MotoE. La primera carrera de MotoE fue ganada por Héctor Garzó, Alessandro Zaccone fue segundo y Nicholas Spinelli tercero. La segunda carrera fue ganada por Héctor Garzó, seguido de Nicholas Spinelli y Jordi Torres.

## Resultados

### Resultados MotoGP

#### Carrera al sprint
| Pos.    | N.º | Piloto                | Equipo                       | Constructor | Vueltas | Tiempo              | Parrilla | Puntos |
| ------- | --- | --------------------- | ---------------------------- | ----------- | ------- | ------------------- | -------- | ------ |
| 1       | 89  | Jorge Martín          | Prima Pramac Racing          | Ducati      | 15      | 20:18.904           | 1        | 12     |
| 2       | 88  | Miguel Oliveira       | Trackhouse Racing MotoGP     | Aprilia     | 15      | +0.676              | 2        | 9      |
| 3       | 1   | Francesco Bagnaia     | Ducati Lenovo Team           | Ducati      | 15      | +1.311              | 4        | 7      |
| 4       | 23  | Enea Bastianini       | Ducati Lenovo Team           | Ducati      | 15      | +1.458              | 9        | 6      |
| 5       | 21  | Franco Morbidelli     | Prima Pramac Racing          | Ducati      | 15      | +5.600              | 6        | 5      |
| 6       | 93  | Marc Márquez          | Gresini Racing MotoGP        | Ducati      | 15      | +6.281              | 13       | 4      |
| 7       | 12  | Maverick Viñales      | Aprilia Racing               | Aprilia     | 15      | +6.284              | 7        | 3      |
| 8       | 33  | Brad Binder           | Red Bull KTM Factory Racing  | KTM         | 15      | +9.061              | 11       | 2      |
| 9       | 73  | Álex Márquez          | Gresini Racing MotoGP        | Ducati      | 15      | + 9.201             | 5        | 1      |
| 10      | 72  | Marco Bezzecchi       | Pertamina VR46 Racing Team   | Ducati      | 15      | +10.800             | 12       |        |
| 11      | 43  | Jack Miller           | Red Bull KTM Factory Racing  | KTM         | 15      | +13.815             | 16       |        |
| 12      | 49  | Fabio Di Giannantonio | Pertamina VR46 Racing Team   | Ducati      | 15      | +13.960             | 8        |        |
| 13      | 20  | Fabio Quartararo      | Monster Energy Yamaha MotoGP | Yamaha      | 15      | +14.432             | 14       |        |
| 14      | 25  | Raúl Fernández        | Trackhouse Racing MotoGP     | Aprilia     | 15      | +15.329             | 3        |        |
| 15      | 10  | Luca Marini           | Repsol Honda Team            | Honda       | 15      | + 15.430            | 18       |        |
| 16      | 37  | Augusto Fernández     | Red Bull GASGAS Tech3        | KTM         | 15      | +15.493             | 15       |        |
| 17      | 5   | Johann Zarco          | LCR Honda Castrol            | Honda       | 15      | +16.205             | 19       |        |
| 18      | 30  | Takaaki Nakagami      | LCR Honda IDEMITSU           | Honda       | 15      | +20.321             | 17       |        |
| 19      | 6   | Stefan Bradl          | HRC Test Team                | Honda       | 15      | +23.733             | 21       |        |
| 20      | 87  | Remy Gardner          | Monster Energy Yamaha MotoGP | Yamaha      | 15      | +26.366             | 22       |        |
| 21      | 36  | Joan Mir              | Repsol Honda Team            | Honda       | 15      | +16.205             | 20       |        |
| 22      | 31  | Pedro Acosta          | Red Bull GasGas Tech3        | KTM         | 15      | +26.715             | 10       |        |
| WD      | 41  | Aleix Espargaró       | Aprilia Racing               | Aprilia     |         | Retirado del evento |          |        |
| 1.      |     |                       |                              |             |         |                     |          |        |
| Fuente: |     |                       |                              |             |         |                     |          |        |

#### Carrera larga
| Pos.    | N.º | Piloto                | Equipo                       | Constructor | Vueltas | Tiempo              | Parrilla | Puntos |
| ------- | --- | --------------------- | ---------------------------- | ----------- | ------- | ------------------- | -------- | ------ |
| 1       | 1   | Francesco Bagnaia     | Ducati Lenovo Team           | Ducati      | 30      | 40:40.063           | 4        | 25     |
| 2       | 93  | Marc Márquez          | Gresini Racing MotoGP        | Ducati      | 30      | +3.804              | 13       | 20     |
| 3       | 73  | Álex Márquez          | Gresini Racing MotoGP        | Ducati      | 30      | +4.334              | 5        | 16     |
| 4       | 23  | Enea Bastianini       | Ducati Lenovo Team           | Ducati      | 30      | +5.317              | 9        | 13     |
| 5       | 21  | Franco Morbidelli     | Prima Pramac Racing          | Ducati      | 30      | +5.557              | 6        | 11     |
| 6       | 88  | Miguel Oliveira       | Trackhouse Racing MotoGP     | Aprilia     | 30      | +10.481             | 2        | 10     |
| 7       | 31  | Pedro Acosta          | Red Bull GASGAS Tech3        | KTM         | 30      | +14.746             | 10       | 9      |
| 8       | 72  | Marco Bezzecchi       | Pertamina VR46 Racing Team   | Ducati      | 30      | +14.930             | 12       | 8      |
| 9       | 33  | Brad Binder           | Red Bull KTM Factory Racing  | KTM         | 30      | +15.084             | 11       | 7      |
| 10      | 25  | Raúl Fernández        | Trackhouse Racing MotoGP     | Aprilia     | 30      | +16.384             | 3        | 6      |
| 11      | 20  | Fabio Quartararo      | Monster Energy Yamaha MotoGP | Yamaha      | 30      | +17.235             | 14       | 5      |
| 12      | 12  | Maverick Viñales      | Aprilia Racing               | Aprilia     | 30      | +18.865             | 7        | 4      |
| 13      | 43  | Jack Miller           | Red Bull KTM Factory Racing  | KTM         | 30      | +25.425             | 16       | 3      |
| 14      | 30  | Takaaki Nakagami      | LCR Honda IDEMITSU           | Honda       | 30      | +25.816             | 17       | 2      |
| 15      | 10  | Luca Marini           | Repsol Honda Team            | Honda       | 30      | +25.854             | 18       | 1      |
| 16      | 37  | Augusto Fernández     | Red Bull GASGAS Tech3        | KTM         | 30      | +41.495             | 15       |        |
| 17      | 5   | Johann Zarco          | LCR Honda Castrol            | Honda       | 30      | +41.952             | 19       |        |
| 18      | 36  | Joan Mir              | Repsol Honda Team            | Honda       | 30      | +43.145             | 20       |        |
| 19      | 87  | Remy Gardner          | Monster Energy Yamaha MotoGP | Yamaha      | 30      | +50.115             | 21       |        |
| 20      | 6   | Stefan Bradl          | HRC Test Team                | Honda       | 30      | +59.047             | 22       |        |
| Ret     | 89  | Jorge Martín          | Prima Pramac Racing          | Ducati      | 28      | Caída               | 1        |        |
| Ret     | 49  | Fabio Di Giannantonio | Pertamina VR46 Racing Team   | Ducati      | 9       | Retirado            | 8        |        |
| WD      | 41  | Aleix Espargaró       | Aprilia Racing               | Aprilia     |         | Retirado del evento |          |        |
| 1. 2.   |     |                       |                              |             |         |                     |          |        |
| Fuente: |     |                       |                              |             |         |                     |          |        |

### Resultados Moto2
| Pos.    | N.º | Piloto                  | Constructor | Vueltas | Tiempo        | Parrilla | Puntos |
| ------- | --- | ----------------------- | ----------- | ------- | ------------- | -------- | ------ |
| 1       | 54  | Fermín Aldeguer         | Boscoscuro  | 25      | 35:07.384     | 3        | 25     |
| 2       | 96  | Jake Dixon              | Kalex       | 25      | +2.159        | 2        | 20     |
| 3       | 79  | Ai Ogura                | Boscoscuro  | 25      | +4.418        | 7        | 16     |
| 4       | 10  | Diogo Moreira           | Kalex       | 25      | +4.533        | 8        | 13     |
| 5       | 13  | Celestino Vietti        | Kalex       | 25      | +4.543        | 1        | 11     |
| 6       | 35  | Somkiat Chantra         | Kalex       | 25      | +4.651        | 17       | 10     |
| 7       | 3   | Sergio García           | Boscoscuro  | 25      | +5.425        | 12       | 9      |
| 8       | 16  | Joe Roberts             | Kalex       | 25      | +6.314        | 11       | 8      |
| 9       | 14  | Tony Arbolino           | Kalex       | 25      | +7.018        | 6        | 7      |
| 10      | 21  | Alonso López            | Boscoscuro  | 25      | +8.255        | 10       | 6      |
| 11      | 81  | Senna Agius             | Kalex       | 25      | +9.225        | 4        | 5      |
| 12      | 18  | Manuel González         | Kalex       | 25      | +9.703        | 5        | 4      |
| 13      | 28  | Izan Guevara            | Kalex       | 25      | +10.690       | 13       | 3      |
| 14      | 52  | Jeremy Alcoba           | Kalex       | 25      | +12.810       | 23       | 2      |
| 15      | 5   | Jaume Masiá             | Kalex       | 25      | +13.845       | 19       | 1      |
| 16      | 71  | Dennis Foggia           | Kalex       | 25      | +14.285       | 18       |        |
| 17      | 32  | Marcel Schrötter        | Kalex       | 25      | +14.483       | 22       |        |
| 18      | 24  | Marcos Ramírez          | Kalex       | 25      | +15.028       | 9        |        |
| 19      | 17  | Daniel Muñoz            | Kalex       | 25      | +16.496       | 20       |        |
| 20      | 7   | Barry Baltus            | Kalex       | 25      | +17.240       | 27       |        |
| 21      | 75  | Albert Arenas           | Kalex       | 25      | +21.557       | 26       |        |
| 22      | 11  | Álex Escrig             | Forward     | 25      | +27.073       | 30       |        |
| 23      | 43  | Xavier Artigas          | Forward     | 25      | +29.351       | 29       |        |
| 24      | 22  | Ayumu Sasaki            | Kalex       | 25      | +38.512       | 21       |        |
| 25      | 15  | Darryn Binder           | Kalex       | 25      | +1:13.462     | 16       |        |
| Ret     | 34  | Mario Aji               | Kalex       | 22      | Caída         | 25       |        |
| Ret     | 44  | Arón Canet              | Kalex       | 18      | Retirado      | 14       |        |
| Ret     | 84  | Zonta van den Goorbergh | Kalex       | 15      | Retirado      | 28       |        |
| Ret     | 31  | Roberto García          | Kalex       | 11      | Caída         | 24       |        |
| Ret     | 64  | Bo Bendsneyder          | Kalex       | 7       | Fallo Técnico | 15       |        |
| Fuente: |     |                         |             |         |               |          |        |

### Resultados Moto3
| Pos.    | N.º | Piloto             | Constructor | Vueltas | Tiempo    | Parrilla | Puntos |
| ------- | --- | ------------------ | ----------- | ------- | --------- | -------- | ------ |
| 1       | 80  | David Alonso       | CFMoto      | 23      | 33:02.956 | 2        | 25     |
| 2       | 72  | Taiyo Furusato     | Honda       | 23      | +0.187    | 8        | 20     |
| 3       | 48  | Iván Ortolá        | KTM         | 23      | +0.339    | 12       | 16     |
| 4       | 31  | Adrián Fernández   | Honda       | 23      | +2.362    | 4        | 13     |
| 5       | 36  | Ángel Piqueras     | Honda       | 23      | +2.438    | 14       | 11     |
| 6       | 6   | Ryusei Yamanaka    | KTM         | 23      | +3.786    | 11       | 10     |
| 7       | 96  | Daniel Holgado     | Gas Gas     | 23      | +3.869    | 13       | 9      |
| 8       | 64  | David Muñoz        | KTM         | 23      | +5.461    | 6        | 8      |
| 9       | 24  | Tatsuki Suzuki     | Husqvarna   | 23      | +5.685    | 9        | 7      |
| 10      | 19  | Scott Ogden        | Honda       | 23      | +5.817    | 7        | 6      |
| 11      | 66  | Joel Kelso         | KTM         | 23      | +6.021    | 15       | 5      |
| 12      | 82  | Stefano Nepa       | KTM         | 23      | +13.085   | 10       | 4      |
| 13      | 7   | Filippo Farioli    | Honda       | 23      | +25.001   | PL       | 3      |
| 14      | 78  | Joel Esteban       | CFMoto      | 23      | +25.069   | PL       | 2      |
| 15      | 18  | Matteo Bertelle    | Honda       | 23      | +25.071   | PL       | 1      |
| 16      | 85  | Xabier Zurutuza    | KTM         | 23      | +38.789   | 17       |        |
| 17      | 10  | Nicola Carraro     | KTM         | 23      | +39.177   | 19       |        |
| 18      | 95  | Collin Veijer      | Husqvarna   | 23      | +39.387   | 1        |        |
| 19      | 54  | Riccardo Rossi     | KTM         | 23      | +39.250   | 18       |        |
| 20      | 22  | David Almansa      | Honda       | 23      | +39.434   | 21       |        |
| 21      | 70  | Joshua Whatley     | Honda       | 23      | +39.552   | PL       |        |
| 22      | 5   | Tatchakorn Buasri  | Honda       | 23      | +46.891   | 20       |        |
| 23      | 55  | Noah Dettwiler     | KTM         | 23      | +1:08.267 | 22       |        |
| Ret     | 99  | José Antonio Rueda | KTM         | 21      | Caída     | 5        |        |
| Ret     | 58  | Luca Lunetta       | Honda       | 19      | Caída     | 3        |        |
| Ret     | 12  | Jacob Roulstone    | Gas Gas     | 13      | Caída     | 16       |        |
| 1.      |     |                    |             |         |           |          |        |
| Fuente: |     |                    |             |         |           |          |        |

### Resultados MotoE

#### Carrera 1
La carrera original a 8 vueltas fue parada por bandera roja debido a una caída que involucró al italiano Armando Pontone y al brasileño Eric Granado. La carrera fue reanuada de 8 a 5 vueltas.
| Pos.    | N.º | Piloto             | vueltas | Tiempo              | Parrilla | Puntos |
| ------- | --- | ------------------ | ------- | ------------------- | -------- | ------ |
| 1       | 4   | Héctor Garzó       | 5       | 7:14.150            | 4        | 25     |
| 2       | 61  | Alessandro Zaccone | 5       | +0.408              | 1        | 20     |
| 3       | 29  | Nicholas Spinelli  | 5       | +1.563              | 3        | 16     |
| 4       | 11  | Matteo Ferrari     | 5       | +2.716              | 7        | 13     |
| 5       | 81  | Jordi Torres       | 5       | +2.846              | 5        | 11     |
| 6       | 77  | Miquel Pons        | 5       | +3.007              | 12       | 10     |
| 7       | 3   | Lukas Tulovic      | 5       | +3.185              | 9        | 9      |
| 8       | 21  | Kevin Zannoni      | 5       | +3.415              | 10       | 8      |
| 9       | 40  | Mattia Casadei     | 5       | +5.443              | 8        | 7      |
| 10      | 72  | Alessio Finello    | 5       | +5.721              | 11       | 6      |
| 11      | 9   | Andrea Mantovani   | 5       | +6.999              | 14       | 5      |
| 12      | 6   | María Herrera      | 5       | +8.700              | 18       | 4      |
| 13      | 55  | Massimo Roccoli    | 5       | +8.940              | 13       | 3      |
| 14      | 7   | Chaz Davies        | 5       | +9.046              | 15       | 2      |
| 15      | 34  | Kevin Manfredi     | 5       | +10.104             | 16       | 1      |
| Ret     | 99  | Óscar Gutiérrez    | 3       | Retirado            | 2        |        |
| DNS     | 51  | Eric Granado       |         | No retomó la salida |          |        |
| DNS     | 80  | Armando Pontone    |         | No retomó la salida |          |        |
| Fuente: |     |                    |         |                     |          |        |

#### Carrera 2
| Pos.    | N.º | Piloto             | vueltas | Tiempo    | Parrilla | Puntos |
| ------- | --- | ------------------ | ------- | --------- | -------- | ------ |
| 1       | 4   | Héctor Garzó       | 8       | 12:43.708 | 4        | 25     |
| 2       | 29  | Nicholas Spinelli  | 8       | +3.485    | 3        | 20     |
| 3       | 81  | Jordi Torres       | 8       | +6.217    | 5        | 16     |
| 4       | 99  | Óscar Gutiérrez    | 8       | +7.254    | 2        | 13     |
| 5       | 61  | Alessandro Zaccone | 8       | +9.398    | 1        | 11     |
| 6       | 11  | Matteo Ferrari     | 8       | +13.523   | 6        | 10     |
| 7       | 77  | Miquel Pons        | 8       | +15.149   | 11       | 9      |
| 8       | 9   | Andrea Mantovani   | 8       | +15.546   | 13       | 8      |
| 9       | 40  | Mattia Casadei     | 8       | +21.748   | 7        | 7      |
| 10      | 3   | Lukas Tulovic      | 8       | +29.284   | 8        | 6      |
| 11      | 55  | Massimo Roccoli    | 8       | +32.036   | 12       | 5      |
| 12      | 80  | Armando Pontone    | 8       | +32.410   | 16       | 4      |
| 13      | 34  | Kevin Manfredi     | 8       | +34.202   | 15       | 3      |
| 14      | 72  | Alessio Finello    | 8       | +34.411   | 10       | 2      |
| 15      | 21  | Kevin Zannoni      | 8       | +34.447   | 9        | 1      |
| 16      | 7   | Chaz Davies        | 8       | +34.552   | 14       |        |
| 17      | 6   | María Herrera      | 8       | +1:09.366 | 17       |        |
| DNS     | 51  | Eric Granado       |         | No empezó |          |        |
| 1.      |     |                    |         |           |          |        |
| Fuente: |     |                    |         |           |          |        |